# グルタミナーゼ

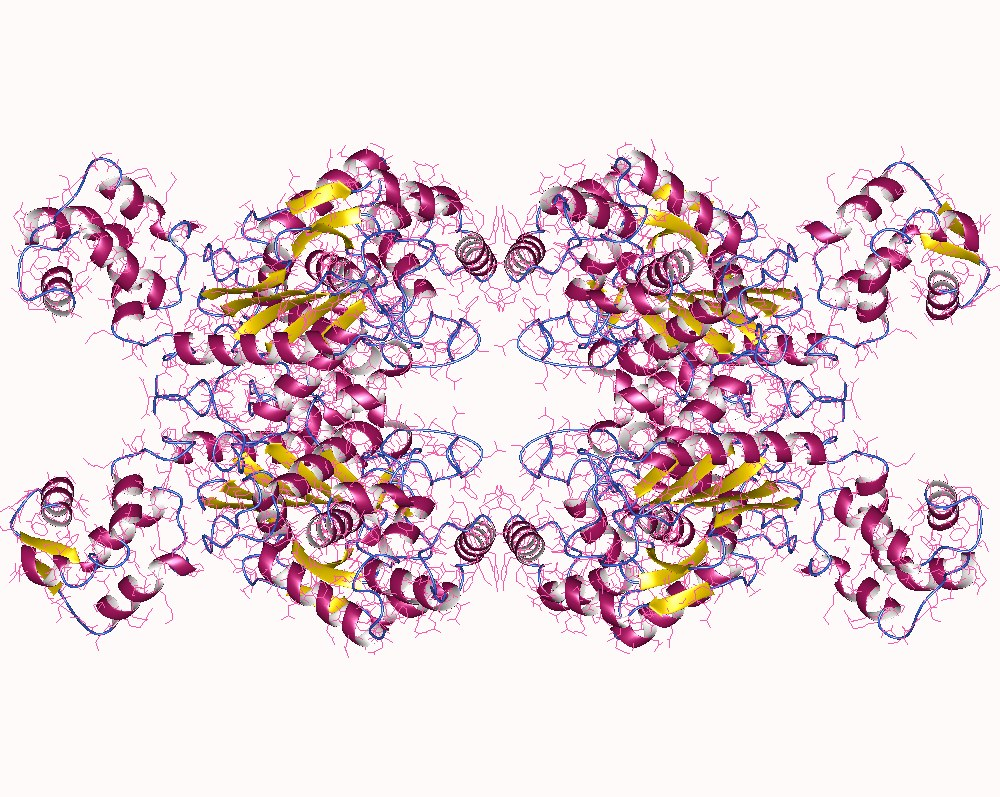
Glutaminase tetramer, Human.

グルタミナーゼ〈Glutaminase; EC 3.5.1.2〉はアミドヒドラーゼ酵素の一種で、グルタミンからグルタミン酸を産生する。グルタミナーゼは組織固有のアイソザイムが存在する。
グルタミナーゼは次の反応を触媒する。
グルタミン + H2O → グルタミン酸 + NH3
グルタミナーゼは門脈周辺の肝細胞で発現しており、尿素生合成の為のNH3 (アンモニア)発生に関与している。
グルタミナーゼは尿細管の上皮細胞でも発現しており、アンモニウムイオンとして分泌されるアンモニアを産生している。アンモニウムイオンの分泌は腎の酸塩基調節に重要な働きである。アシドーシスではグルタミナーゼは腎で誘導され、それによりアンモニア分泌量が増大する。